# Football Club Lilion Snia Varedo
Il Football Club Lilion Snia Varedo, chiamato in passato anche Lilion Snia o semplicemente Varedo, è stata una società calcistica italiana con sede nella città di Varedo, in provincia di Monza. Disputò vari campionati di serie D e IV serie. 

## Storia
Nato come Lilion Snia Varedo, è stata una della squadre più rilevanti nel panorama del calcio dilettantistico lombardo, soprattutto fra gli anni cinquanta e gli anni settanta in cui vanta diciassette stagioni consecutive disputate nella quarta serie.
La squadra giallo-blu ha sfiorato in più occasioni lo sbarco nei professionisti, nel campionato di IV serie 1953-1954 ha concluso al secondo posto ad un solo punto di distanza dal Verbania, in quella che poteva essere la terza promozione consecutiva.
Dagli anni settanta il club subisce un brusco declino di risultati che lo porta a retrocedere nei gironi regionali. La squadra di Varedo deve il proprio nome alla SNIA, un'importante azienda chimica, sponsor che perde nel 1973 a seguito dell'incorporazione nel gruppo Montedison.
Dopo la retrocessione in Prima Categoria alla fine della stagione sportiva 1972-1973, la società cambia denominazione in Associazione Calcio Varedo e continua l'attività sportiva fino alla successiva fusione negli anni '80 con una società sportiva di Bovisio Masciago, il Viola 74.

## Palmarès

### Competizioni regionali
- Promozione: 1

1952-1953 (girone D lombardo)
- Prima Divisione: 1

1951-1952 (girone N lombardo)

### Altri piazzamenti
- IV Serie:

Secondo posto: 1953-1954 (girone B), 1955-1956 (girone B)
- Serie D:

Secondo posto: 1965-1966 (girone B)
Terzo posto: 1968-1969 (girone B)